# Princ Škotske
Princ i veliki namjesnik Škotske dva su nasloova prijestolonasljednika Ujedinjene Kraljevine. Trenutačni nositelj ovih naslova jest Njeg. Kr. Vis. princ Karlo koji nosi škotske naslove vojvode Rothesayja, erla Carricka, gospodina Otoka i baruna Renfrewa dok je izvan Škotske poznat kao princ Walesa.
Princeza i velika namjesnica Škotske je prijestolonasljednikova žena. Trenutačna nositeljica je Njez. Kr. Vis. Camilla, vojvotkinja Rothesayja znana izvan Škotske kao vojvotkinja Cornwalla.